# 1988 AA2
1988 AA2 är en asteroid i huvudbältet som upptäcktes den 14 januari 1988 av den tjeckiske astronomen Antonín Mrkos vid Kleť-observatoriet i Tjeckien.
Asteroiden har en diameter på ungefär 3 kilometer.